# 中里真美
中里 真美（なかざと まみ、1984年4月5日 - ）は、日本の歌手、タレント。大阪府大阪市出身。亜細亜大学法学部卒業。身長159.4cm、体重42kg。B78cm W60cm H83cm。血液型A型
2003年にデビュー、2006年から2014年までNHK教育高校講座理科総合に出演しながら、まりもみとしても活動。まりもみ活動終了後はソロ歌手として活動している。2014年には大人AKBオーディションに応募していたことをブログで公表した。

## 出演
- グループでの出演、活動はまりもみを参照。

### テレビ
- 高校講座 理科総合B（2006年4月 - 2010年3月、NHK教育）
- ギャルサー
- スッキリ!! 勝負レストラン研究所
- Dのゲキジョー
- Theゲームナイト（BS日テレ）
- オトメン（乙男）〜夏〜（2009年、フジテレビ系）
- 松本清張ドラマスペシャル・霧の旗（2010年3月16日、日本テレビ系）

### 映画
- しあわせなら手をたたこう

### 舞台
- ソフィストリー〜詭弁

### CM
- アート引越センター
- NTTドコモ関西
- アリコジャパン
- JR東海 tokyo bookmark

## ディスコグラフィ
- 「VOICE」（2003年4月23日、KING RECORDS）
  - 1. VOICE（作詞：anemone／作曲：坂下正俊／編曲：滝沢淑行） クラッシュギアNitro エンディングテーマ
  - 2. 真っ赤なハート（作詞：中里真美／作曲編曲：Sonic Dove）
- 「願いの糸」（2010年9月15日、Junkart company）
  - 1. Lemoned（作詞：中里真美／作曲編曲：近藤薫）
  - 2. 左側（作詞：中里真美、近藤薫／作曲編曲：近藤薫）
  - 3. Diary〜内緒の恋〜（作詞：中里真美／作曲編曲：近藤薫）
  - 4. モノクロの花びら（作詞：中里真美／作曲編曲：近藤薫）
  - 5. 願いの糸（作詞作曲：中里真美／編曲：近藤薫）

miu名義
- 「たこ焼のうた（明日もがんばろう！）」（2011年6月8日）／唄：miu（中里真美&高崎愛梨）
  - 1.たこ焼のうた（明日もがんばろう！）（作詞作曲：Ryna & 近藤薫 Produced by 近藤薫）